# 49 del Cranc
49 del Cranc (49 Cancri) és un estel de magnitud aparent +5,63 situat a la constel·lació del Cranc. S'hi troba a 421 anys llum de distància del sistema solar.
49 Cancri és un estel de tipus espectral A1p amb una temperatura efectiva de 10.790 K. Té una lluminositat 110 vegades superior a la lluminositat solar i una massa 2,92 vegades major que la del Sol. Gira sobre si mateixa amb una velocitat de rotació projectada de 18 km/s. La seva edat s'estima en 263 milions d'anys, que correspon a unes 2/3 parts de la seva vida com a estel de la seqüència principal.
49 Cancri és un estel químicament peculiar —concretament un estel Ap amb línies d'absorció fortes d'europi i crom—, semblant a α Circini o Alioth (ε Ursae Majoris). És un estel magnètic el camp magnètic efectiu del qual <Be> és de 709 G. La seva lluentor és variable, observant-se una variació de 0,13 magnituds en un període de 4,2359 dies. Classificada com a variable Alfa2 Canum Venaticorum, quant a variable rep el nom de BI Cancri.